# Kożuchówka (Zastawki)
Kożuchówka – część wsi Zastawki w Polsce, położona w województwie lubelskim, w powiecie opolskim, w gminie Chodel.
Kożuchówka do 31 marca 1929 należała do gminy Godów w powiecie puławskim.
W latach 1975–1998 wieś należała administracyjnie do ówczesnego województwa lubelskiego.